# Hiob (1978)
Hiob ist ein dreiteiliger Fernsehfilm nach einer Vorlage von Joseph Roth aus dem Jahre 1978. Unter der Regie von Michael Kehlmann spielt Günter Mack die Hauptrolle des vom Schicksal gequälten Mendel Singer.

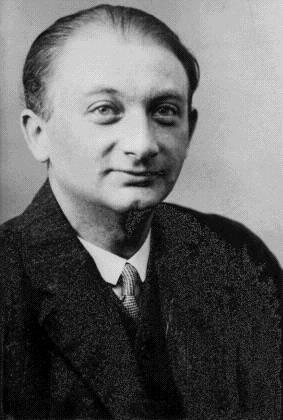
Vorlageautor Joseph Roth

## Handlung
Die alte Weise von Hiob, dem Leidgeprüften, wird wie folgt überliefert: Der Teufel denunziert den frommen Hiob bei Gott, so dass Gott daraufhin dem Teufel erlaubt, Hiob nach allem Regel der diabolischen Kunst das Leben auf Erden zur Hölle zu machen und ihn permanent Versuchungen auszusetzen: Bald verliert der fromme Jude nicht nur all seinen Besitz, sondern auch seine Familie, seine Freunde, den Seelenfrieden und schließlich sogar beinah den letzten Rest an Lebensmut. Doch obwohl seine Existenz in Trümmern liegt und sein Körper übersät ist von Geschwüren, ist kein Unglück verheerend genug, um Hiobs Glaube und seine Demut zu zerstören. Und so zieht der Teufel geschlagen von dannen, und Gott belohnt endlich seinen unverbrüchlich treu zu ihm stehenden Hiob mit einem kleinen Zipfel Glück.
Im russischen Teil Galiziens zur Zarenzeit, zu Beginn des 20. Jahrhunderts. Der moderne Hiob im verschlafenen Schtetl von Zuchnow heißt Mendel Singer. Der fromme Jude, dem die Bibel (Altes Testament) alles bedeutet, arbeitet im Ghetto als einfacher Dorfschullehrer und ist ein braver Familienvater, der Gott liebt und fürchtet und dessen Gebote streng befolgt. Mendels Frau Deborah hat ihm drei Kinder geboren: Miriam, Schermajah und Jonas. Als ein viertes Kind, Menuchim, geboren wird, nimmt das Elend seinen Lauf: Der Junge ist schwächlich, kränkelnd und körperbehindert und wird bald als schwere Belastung für die ganze Familie wahrgenommen. Eines Tages werden Schermajah und Jonas zum Militär eingezogen. Schermajah aber will, anders als Jonas, nicht in der Zarenarmee dienen und flieht über die Grenze nach Österreich-Ungarn. Seine Flucht verschlingt Mendels gesamte Ersparnisse. Zu allem Unglück lässt sich dann Miriam auch noch mit einem Goi (Nichtjuden), einem Kosaken, ein.
Schermajah gelingt nach einigen Mühen die Auswanderung in das „Gelobte Land“, die Vereinigten Staaten von Amerika. Hier will er, wie schon so viele „Ostjuden“ Europas zuvor, sein Glück versuchen. Tatsächlich bringt er es zu einem bescheidenen Wohlstand, und er lässt daraufhin seine Familie daheim in Zuchnow wissen, dass er sie aus dem Ghetto hierher rüberholen möchte. Jonas verweigert sich dem Vorschlag, er will lieber Karriere beim russischen Militär machen. Mendel, Deborah und Miriam folgen dem Ruf nach Amerika, während Menuchim aufgrund seiner Konstitution keine Einreiseerlaubnis erhält. So muss der kränkelnde Jüngste der Singers im Schtetl zurückbleiben. Langsam scheint sich für Mendel Singer und seine verkleinerte Familie in der Neuen Welt ein Silberstreif am Horizont abzuzeichnen, und es geht finanziell ein wenig aufwärts. Doch mit Beginn des Ersten Weltkriegs schlägt das Schicksal erneut erbarmungslos zu: Jonas fällt im Schlachtengetümmel, und Deborah stirbt aus Gram über diesen Verlust. Ausgerechnet Menuchim, den man bereits abgeschrieben hat, überrascht alle: Er scheint seine Berufung als Komponist gefunden zu haben …

## Produktionsnotizen
Hiob entstand 1977/78 als Co-Produktion von NDR und ORF und wurde in Deutschland in der ARD in drei Teilen à 82 Minuten ab dem 13. April 1979 ausgestrahlt. Zuvor lief der Dreiteiler am 2. 5. und 9. April 1978 im österreichischen Fernsehen (ORF 1).
Nino Borghi schuf die Filmbauten, Eva Sturminger die  Kostüme.
Hauptdarsteller Mack erhielt für seine schauspielerische Leistung im Februar 1980 die Goldene Kamera.

## Kritiken
Vor allem Macks Interpretation des Mendel und die Regieleistung Kehlmanns beeindruckte die Kritik aufs Stärkste:
Die Berliner Zeitung befand: “… wie Günter Mack hier den Mendel spielt – das muss jeden Zuschauer aufs Schwerste erschüttern.”
Auf Falter.at ist zu lesen: “Vorzüglich gespielte Literaturverfilmung nach dem Roman von Joseph Roth, fürs TV geschrieben und inszeniert vom sträflich unterschätzten Routinier Kehlmann.”

„1963 begann Mack seine Arbeit für das Fernsehen. Dort brillierte er vor allem als vom Leben schwer geprüfter Mendel Singer in der Verfilmung (1977-79) von Joseph Roths Roman ‘Hiob’.“

Zu Kehlmanns enger Beziehung zu Joseph Roths literarischem Œuvre ist in dem TV-Filmlexikon folgendes zu lesen: Kehlmanns “Bewunderung für ‘Österreichs größten Dichter‘ und dessen Sicht auf unser ‘qualvolles Jahrhundert‘ lässt K. versuchen, durch sorgfältig auf die Hauptfiguren hin konzentrierte Drehbücher und durch die Bilder ‘einen Teil seiner  lyrisch-balladesken Kraft in den Film zu retten’.”
Im Filmdienst heißt es: „Vorzüglich gespielte (Fernseh-)Literaturverfilmung nach dem Roman von Joseph Roth.“